# 陆森红盐
陆森红盐（英語：Roussin's Red Salt）是一种分子式为K2[Fe2S2(NO)4]的无机化合物。这种亚硝酰配合物于1858年由法国化学家M.L. Roussin首次描述报道，它和陆森黑盐是第一批人工合成的铁硫簇合物，也是第一批过渡金属簇合物。

## 结构和化学键
陆森红盐的阴离子是由一对Fe(NO)2通过两个硫原子作为边桥基配位构成的双四面体，亚硝基配体作为一个三电子给体使得Fe-NO键是线性结构的。陆森红盐作为抗磁性化合物符合十八电子规则，两个铁原子的氧化态均为-1价。

## 合成方法
最初Roussin报道的合成方法是从硝普钠的阴离子[Fe(CN)5NO]2−和硫单质反应得到的。也可由硫化物与铁的亚硝酰卤化物反应制备：
Fe2I2(NO)4 + 2Li2S → Li2Fe2S2(NO)4 + 2LiI
陆森红盐的酯可通过对陆森红盐进行烷基化反应制得：
Li2Fe2S2(NO)4  +  2 RX   →   Fe2(SR)2(NO)4 + 2 LiX
陆森红盐的酯也可由Fe2I2(NO)4和硫醇反应制得。